# Anna Matison
Anna Matison (Irkutsk, 8 luglio 1983) è una regista russa.

## Biografia
È nata a Irkutsk nel 1983, figlia di Oleg Rudolfovich Matison e Olga Leonidovna, dal 1991 proprietari di un'impresa privata familiare, la società interprofessionale siberiana Akkurat. Due i fratelli: Timofey Matison (1977), uomo d'affari, e Leonid Matison (1989).
Ha studiato presso la facoltà internazionale della Irkutsk State University. Mentre ancora studiava all'università, ha iniziato a lavorare per una compagnia televisiva locale, passando da corrispondente freelance a capo produttore.
Nel 2004, insieme al regista e produttore Yuri Dorokhin, ha fondato il suo studio di produzione REC Production, che crea film video, annunci audio e video.
Nel 2008 lo studio ha realizzato un cortometraggio L'atmosfera è migliorata basato sull'opera omonima di Evgeny Grishkovets. In questo progetto Anna Matison è stata regista e sceneggiatrice. Grishkovets si è interessato al film e ai suoi creatori e ha offerto la sua collaborazione ad Anna Matison, che nel 2010 ha portato alla creazione del lungometraggio Satisfaction in cui Grishkovets ha scritto la sceneggiatura e ha che ha anche recitato. Il film è stato ampiamente distribuito e ha preso parte al programma dei festival Kinotavr, Pacific Meridians, Moscow Premiere, Saint Ann, Voices.
Matison ha poi sceneggiato i film Yolki-2, Yolki-3, Yolki 1914, Milky Way, Through the Eyes of a Dog, la serie di documentari Without a Script, una serie di video musicali, le commedie Home e Weekend, la performance audio Rivers.
Lavora anche in film documentari. Nel 2011, Channel One ha mostrato il documentario integrale The Musician sul pianista Denis Matsuev. La collaborazione con Matsuev è iniziata con la creazione del cortometraggio Orchestra Rehearsal. Matsuev ha apprezzato il film e la collaborazione è continuata.
Nel 2008, Anna Matison si è trasferita a Mosca ed è entrata nel dipartimento di sceneggiatura di VGIK, nel laboratorio di Natalya Ryazantseva, da cui si è laureata nel 2013 con lode.
Nel 2012-2013 sono stati girati tre film sul direttore Valery Gergiev e il Teatro Mariinsky: The Mariinsky Theatre e Valery Gergiev (prima televisiva su Channel One). Quindi Prokofiev: in arrivo (il film racconta il Festival di Pasqua di Mosca, nonché la vita e l'opera del compositore Sergei Prokofiev). La sceneggiatura del film (scritta insieme a Timur Ezugbaya) è basata sui diari del compositore. Nel film, il ruolo di Sergei Prokofiev è stato interpretato dall'attore Konstantin Khabensky. Infine To Be Continued (anteprima televisiva sul canale televisivo Kultura).
Il film Seven Days of One Year racconta di Mikhail Turetsky e dei suoi gruppi vocali Turetsky Choir e Soprano-10.
Nel 2014, le opere Levsha (Rodion Shchedrin), Semyon Kotko (Sergei Prokofiev), The Trojans (Hector Berlioz) sono state girate su richiesta del Teatro Mariinsky.
Nel 2016, il film After You è stato incluso nel programma del concorso del 29° Tokyo Film Festival.

## Vita privata
L'11 marzo 2016 Anna Matison ha sposato l'attore Sergei Bezrukov, incontrato nel febbraio 2015. Il 4 luglio 2016 ha dato alla luce una figlia, Maria. Il 24 novembre 2018, la coppia ha avuto un figlio, Stepan.

## Filmografia parziale

### Regista
- Satisfakcija (2011)
- Posle tebja (2016)
- Papy (2022)